# Château de Crête
Ne doit pas être confondu avec Château de la Crête ou Château des Crêtes.
Le château de Crête, appelé localement  tour de Crête, est un ancien château fort, dont il ne reste que des ruines, qui se dresse sur la commune de Versonnex, dans le département de la Haute-Savoie et la région Auvergne-Rhône-Alpes.

## Situation
Le château est situé au nord-ouest du chef-lieu de Versonnex, en Albanais. Il était installé sur un plateau qui, pour reprendre la citation de L.-E. Gruffat (1949) « permet la surveillance du débouché du Val de Fier, de la grande voie tendant de l'Albanais à la vallée du Rhône, par le Val [...]. Elle domine aussi les voies d'accès montantes au couchant, de Saint-André vers Crempigny, au levant de Sion vers Versonnex... ». Ce plateau dans la partie sud-ouest a été creusé par trois petits ruisseaux qui délimitent « deux crêts s'avançant en promontoires ».
Le toponyme provient ainsi du relief local. Une tradition légendaire donnait pour origine un lien avec l'île de Crète à cause d'un ancien croisé.
Les ruines du château sont accessibles par des chemins pentus, dissimulées dans la forêt, sur une colline.
Le territoire de la seigneurie s'étend sur les paroisses de Versonnexe, Bonneguête et Sion.

## Historique
Le château de Crête a été rebâti au XIVe siècle sur les ruines d'un château antérieur.
Le comte de Genève fait démolir la château précédent au cours du conflit l'opposant à la famille seigneuriale d'Hauteville (ou Auteville). Le 5 septembre 1333, Rodolphe d'Hauteville, chevalier, coseigneur dudit lieu, reconnaît sa soumission au comte de Genève au cours d'un acte d'hommage. Le comte cède au seigneur « vingt livrées de terre annuelles de revenu  sur tout ce qu'il possède aux paroisses et villes de Lionneguette, Syons et Versonnex, avec pouvoir de faire bâtir une maison-forte ou château près de Versonnes, au lieu appelé Crestaz (Creste) » sur l'emplacement de l'ancien château. Le comte autorise donc la reconstruction d'un château à cet emplacement.
Les seigneurs d'Hauteville viennent alors habiter le château de Crête après avoir abandonné leur château d'Hauteville aux comtes de Genève. Ils le possèdent jusqu'au début du XVIe siècle. En 1434, Catherine d’Hauteville, dame d'Hauteville, de Creste, et de la maison de Saint-Apre, épouse le chevalier Guillaume de Thoire.
Le château a appartenu ensuite successivement aux seigneurs de Seyssel-La Chambre, de Sion, de Monfort, de Chabod et Duverger,.

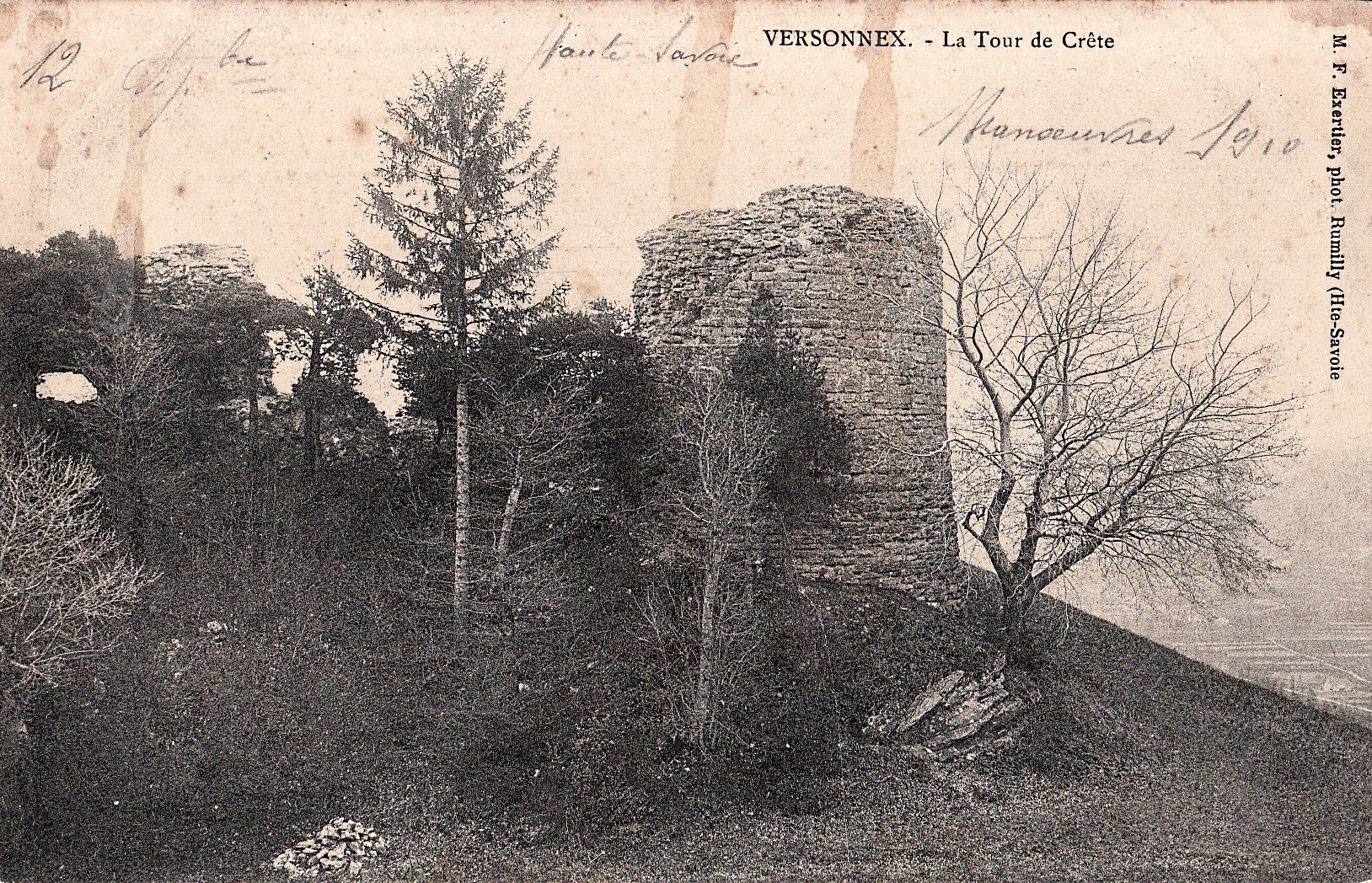
Le château de Crête en 1910

En 1646, le château de Crête appartenait à Pierre-Amé de Monfort, seigneur de Versonnex et baron de Crête.
Dans son testament l’un des derniers barons de Crête indique le nombre d’évêques qui devront assister à son enterrement et précise : « Et quand ils seront bien repus chacun recevra cinq as de Paris ».
En 1681, un minutaire indique que les barons de Crête avaient droit aux langues de tout le bétail du  mandement de Clermont.
Une chapelle du XIVe siècle, attenante à l'église de Versonnex, était la chapelle des seigneurs de Crête. Placée à l'origine sous le vocable de Saint Antoine, elle est connue actuellement sous le nom de "chapelle de Rolland".
Tombé en ruines le château de Crête a été acquis par la commune de Versonnex en décembre 2016.

## Description

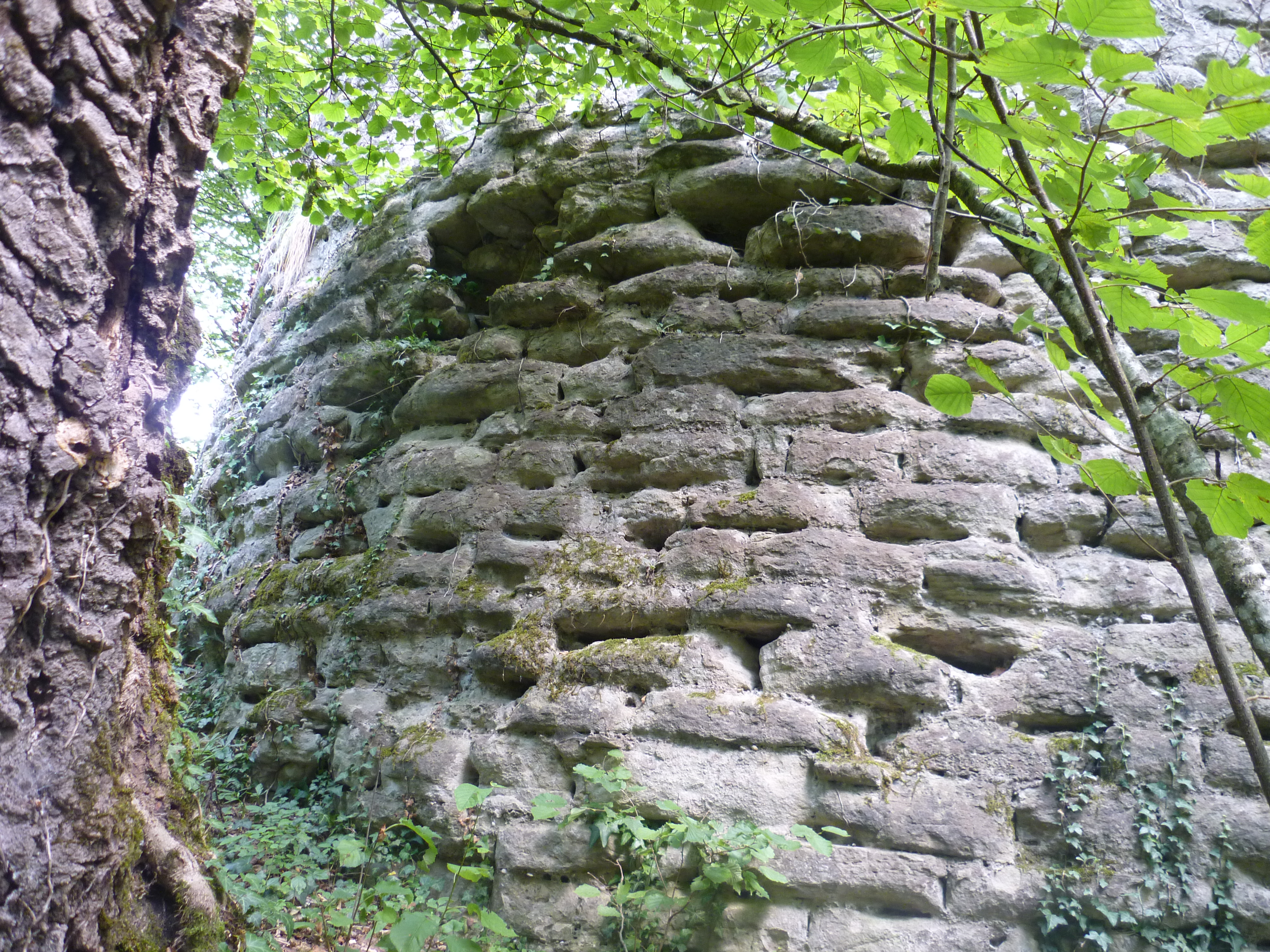
détail de l'enceinte du château

Le château formait un rectangle flanqué d’une tour à chaque angle orientées selon les quatre points cardinaux. Ses dimensions étaient, probablement, de 48 mètres sur 34 mètres. Les murailles avaient deux mètres d’épaisseur. Les tours, d’un diamètre intérieur de 3,30 mètres avaient 2,50 mètres d’épaisseur. La tour, située à l'ouest, pourrait avoir servi de donjon, elle possède en effet une ouverture au niveau du premier étage.
Seules les deux tours du nord subsistent en partie dans la forêt. Elles atteignent une hauteur de six à sept mètres.

## Voir aussi

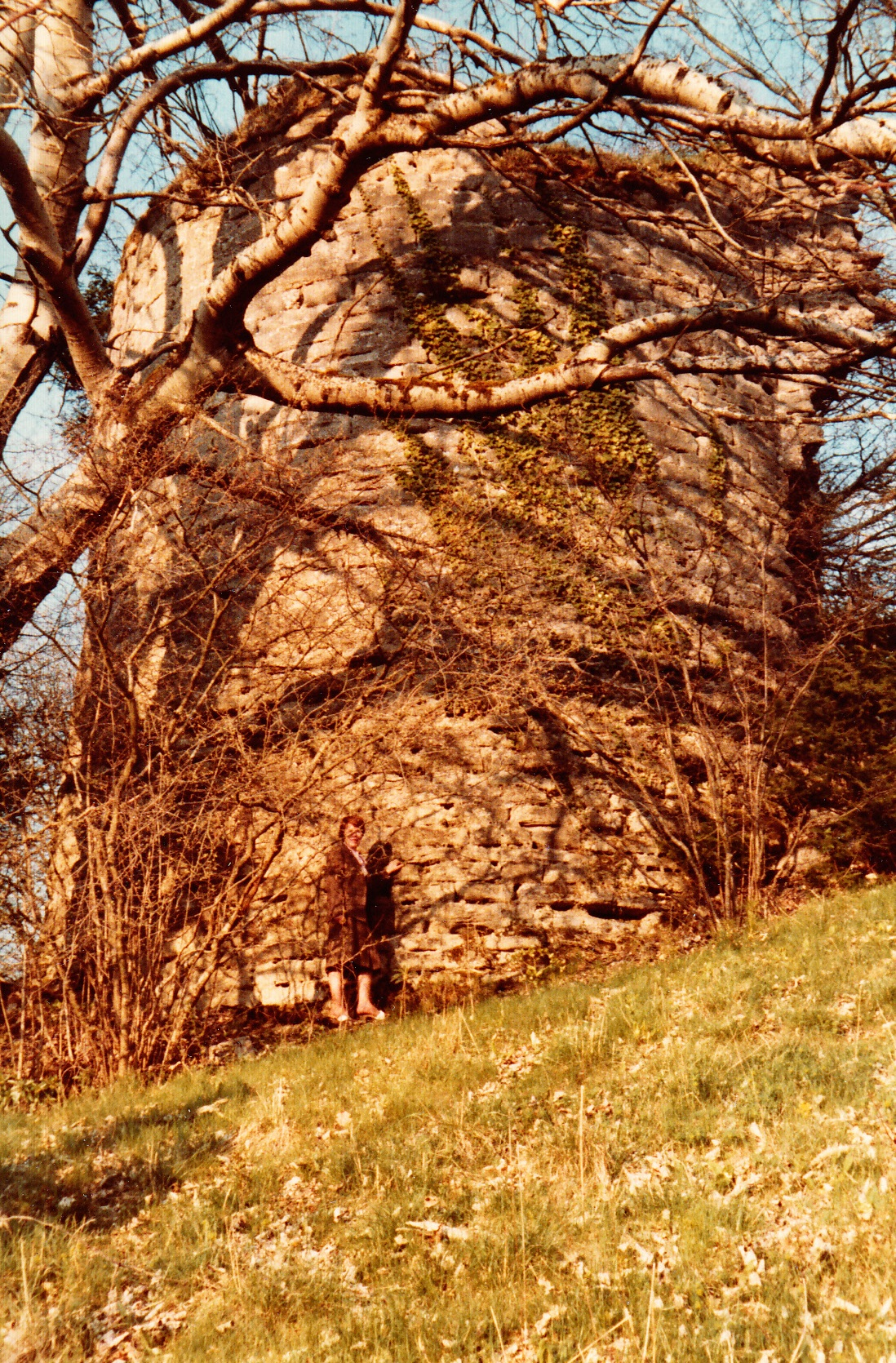
Le château de Crête vers 1980.

### Articles connexes

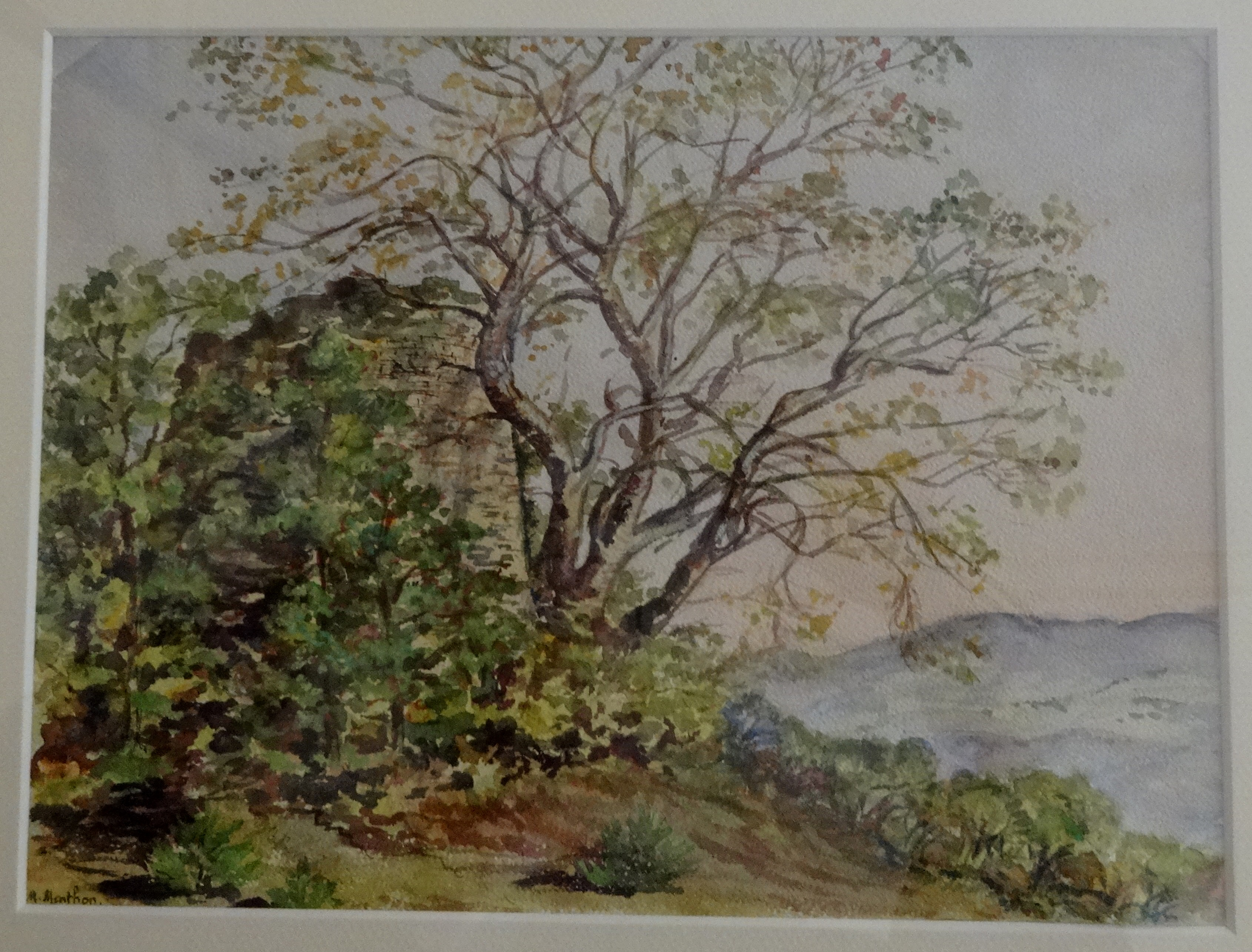
Aquarelle de la Tour de Crête en 1960